# Vocazione di san Matteo (Carpaccio)
La Vocazione di san matteo è un dipinto tempera su tavola (141x115 cm) di Vittore Carpaccio, datato 1502 e conservato nella Scuola di San Giorgio degli Schiavoni a Venezia.

## Storia
L'Orazione nell'orto e la Vocazione di san Matteo furono commissionati all'artista veneziano nel 1502, quando la Scuola dei dalmati residenti o di passaggio a Venezia ricevette, con una solenne cerimonia del 24 aprile, una reliquia di san Matteo donata da Paolo Vallaresso, già Provveditore della Repubblica a Corone e Modone in Cipro. Le tele vennero completate velocemente e in quello stesso anno Carpaccio iniziò il ciclo di teleri con le storie degli altri santi protettori della confraternita: Girolamo, Giorgio e Trifone.
La scena della Vocazione di san Matteo ha una notevole consonanza con il Miracolo di san Marco di Cima da Conegliano (1499).

## Descrizione e stile
Se l'Orazione ha generato alcune perplessità cronologiche tra gli studiosi per l'aspetto arcaico della tela, la Vocazione è invece perfettamente in linea con le ultime Storie di sant'Orsola, con una nitida scansione dei piani e una magnifica orchestrazione di luce e colore, denso di effetti atmosferici. 
Matteo, esattore delle tasse/gabelliere, viene dolcemente portato via dal suo lavoro da Gesù, vestito di una sgargiante tunica rossa tra gli apostoli. La scena, ambientata a Cafarnao, mostra sullo sfondo una città tipicamente veneta, con una torre militare su di una porta cittadina e vari palazzi sullo sfondo. Ben rappresentato è il luogo di lavoro di Matteo, sulla sinistra, con grande cura del dettaglio: si vedono ad esempio i "polizzini" appesi alla parete del banco, la forma di legno per infliare velocemente le monete nei borselli e i parasoli di legno che servono per coprire l'eccessiva luce solare.
In basso a sinistra si trova uno stemma e il cartiglio con la firma e la data.